# 西田美昭
西田 美昭（にしだ よしあき、1940年10月29日 - 2012年10月19日）は、日本の歴史学者。専門は日本経済史。東京大学名誉教授。東京大学社会科学研究所教授・オックスフォード大学客員教授・ミラノ大学客員教授等を歴任。

## 経歴
東京都出身。東京都立豊多摩高等学校を経て1964年横浜国立大学経済学部卒業、1966年一橋大学大学院経済学研究科修士課程修了、1969年一橋大学大学院経済学研究科博士課程単位取得退学。
一橋大学での指導教官は古島敏雄と永原慶二。永原とともに山梨の農村調査に行き、共同研究論文「日本地主制の構成と段階」を著す。1969年一橋大学経済学部助手（特別研究員）就任。労働組合活動に力をいれ、指導教官の永原らから注意を受ける。
1971年高崎経済大学講師就任。同時に一橋大非常勤講師を務め、一橋大の森武麿や田崎宣義とともに群馬県芳賀村の共同研究を行い、この調査をもとに森の処女論文「日本ファシズムの形成と農村経済更生運動」が著された。
1974年東京大学社会科学研究所助教授、1981年ハーバード大学研究員、1986年デリー大学客員教授、1986年東京大学社会科学研究所教授、1989年オックスフォード大学客員教授、1994年ミラノ大学客員教授、1999年ミュンヘン大学客員講師、2001年金沢大学経済学部教授、2008年新潟産業大学経済学部教授。
日本経済史が専門で、近現代日本の農村や戦時経済、現代日本の障害者教育、障害者福祉の研究を行い、歴史学研究会委員なども務めた。
「九条科学者の会」呼びかけ人を務めていた。
2012年10月19日、前立腺がんにより死去。71歳没。

## 著書（単著）
- 『近代日本農民運動史研究』東京大学出版会、1997年

## 著書（編著）
- 『昭和恐慌下の農村社会運動　養蚕地における展開と帰結』御茶の水書房、1978年
- 『栗原百寿農業理論の射程』八朔社、1990年
- 『20世紀日本の農民と農村』東京大学出版会、1997年